# George Hummel
George Hummel (* 9. Februar 1976 in Mariental, Südwestafrika) ist ein ehemaliger namibischer Fußballspieler. Er spielte zuletzt in der Saison 2010/11 für Eleven Arrows und trainierte anschließend die Blue Boys aus Swakopmund, mit denen 2013 der Aufstieg in die Namibia Premier League 2013/14 gelang.
Am 26. August 2010 gab er seinen Rücktritt aus der Nationalmannschaft bekannt.
Hummel gewann in seiner Karriere dreimal den namibischen Pokalwettbewerb (1998, 1999 mit Chief Santos, 2011 mit Eleven Arrows) sowie einmal 2004 mit Moroka Swallows den südafrikanischen Nedbank-Cup.